# Catatonia (banda)
Catatonia fue un grupo galés de britpop que alcanzó cierta celebridad a mediados y finales de los 90. Los miembros de la banda eran Cerys Matthews (vocalista), Mark Roberts (guitarrista), Paul Jones (bajo), Owen Powell (guitarrista), y Aled Richards (batería). Roberts compuso la mayoría de las canciones.

## Historia del grupo
Cerys Matthews y Mark Roberts crearon en Cardiff a principios de los 90 un grupo denominado Sweet Catatonia, que en poco tiempo pasaría a llamarse simplemente Catatonia. Además de Mark (guitarra) y Cerys (guitarra y voz), completaban esa primera formación el bajista Paul Jones, el batería Dafydd Ieaun y el teclista Clancy Pegg.
La distribuidora Crai distribuyó sus dos primeros singles, For Tinkerbell y Hooked. Por aquel tiempo, Clancy y Dafydd abandonaron la formación, y entró el batería Aled Richards. Poco después el guitarrista Owen Powell completó la formación, permitiendo que Cerys se concentrase en cantar.
Su debut álbum fue Way Beyond Blue, distribuido por Blanco y Negro. A pesar de recibir excelentes críticas no llegó a cuajar en las listas, y el éxito aún se resistía. El primer sencillo de su siguiente álbum International Velvet, "I am the Mob", tuvo problemas de distribución por sus referencias a la mafia, pero el siguiente, "Mulder and Scully", por fin les catapultó a la fama, y fue el primer contacto de muchos con el grupo. "Road Rage" también logró un éxito notable, y la evolución del grupo era patente con un videoclip mucho más cuidado.
El tercer álbum, Equally Cursed and Blessed, fue directo al número 1, tras el éxito de su primer sencillo, "Dead from the Waist Down". Otros singles como "Londinium" confirmaron la buena racha del grupo.
Tras un periodo de descanso por las extenuantes giras y actuaciones del anterior trabajo, Catatonia lanzó en el año 2001 su disco más complejo, Paper, Scissors, Stone. Sin embargo, el éxito esta vez fue más moderado. Ese mismo año, en septiembre, la banda anunció oficialmente su separación, a pesar de estar en su cénit creativo. Entre las causas se encuentran los problemas de salud de Cerys[cita requerida].
Blanco y Negro sacó poco después un recopilatorio con los temas más exitosos de la banda y algunas colaboraciones. La edición especial de 2 CD incluye algunas rarezas y caras-B difíciles de encontrar por los circuitos tradicionales.

## Discografía

### Álbumes
- The Sublime Magic of Catatonia - 1995
- Way Beyond Blue - 1996
- Tourist - 1996 (álbum especial con las caras-B de "Way Beyond Blue")
- International Velvet - 1998
- The Crai-EP 1993/1994 - 1998 (álbum con los EP "For Tinkerbell" y "Hooked")
- Equally Cursed and Blessed - 1999
- Paper Scissors Stone - 2001
- Greatest Hits - 2002

### Sencillos y EP
- "For Tinkerbell" (EP) - 1993
- "Hooked" (EP) - 1994
- "Whale" - 1994
- "Bleed" - 1995
- "Christmas '95" - 1995
- "Sweet Catatonia" - 1996
- "Lost Cat" - 1996
- "You've Got a Lot to Answer For" - 1996
- "Bleed" (re-issued) - 1996
- "I Am The Mob" - 1997
- "Mulder and Scully" - 1998
- "Road Rage" - 1998
- "Strange Glue" - 1998
- "Game On" - 1998
- "Dead From the Waist Down" - 1999
- "Londinium" - 1999
- "Karaoke Queen" - 1999
- "Storm The Palace" (EP) - 1999
- "Stone by Stone" - 2001